# 카를 루트비히 폰 외스터라이히 대공
카를 루트비히 요제프 마리아 폰 외스터라이히 대공(Erzherzog Karl Ludwig Joseph Maria von Österreich: 1833년 7월 30일 ~ 1896년 5월 19일)은 프란츠 카를 폰 외스터라이히 대공과 조피 프레데리케 폰 바이에른 왕녀 사이에서 태어난 셋째 아들이자, 오스트리아 제국의 황제 프란츠 요제프 1세의 둘째 동생이다. 세 번 결혼했고 3남 3녀를 두었다.
제1차 세계 대전의 계기가 된 사라예보 사건에서 희생된 오스트리아 대공 프란츠 페르디난트는 카를 루트비히의 장남이다. 차남인 오토 프란츠 폰 외스터라이히 대공은 젊은 나이에 죽었지만 그의 아들인 카를은 오스트리아 제국의 마지막 황제 카를 1세가 되었다.
현 합스부르크로트링겐 가문 직계와 호엔베르크 가문(귀천상혼), 뷔르템베르크 가문의 직계, 리히텐슈타인 가문의 직계가 그의 후손이다.

## 가족
| 사진 | 이름                                         | 생일             | 사망                   | 기타                                                                          |
| ---- | -------------------------------------------- | ---------------- | ---------------------- | ----------------------------------------------------------------------------- |
|      | 프란츠 페르디난트 폰 외스터라이히에스테 대공 | 1863년 12월 18일 | 1914년 6월 28일 (50세) | 조피 초테크 폰 호엔베르크 여공작과 결혼, 슬하 2남 1녀, 사라예보 사건으로 암살 |
|      | 오토 프란츠 폰 외스터라이히 대공             | 1865년 4월 21일  | 1906년 11월 1일 (41세) | 마리아 요제파 폰 작센 왕녀와 결혼, 슬하 2남, 카를 1세의 아버지                |
|      | 오스트리아 대공 페르디난트 카를              | 1868년 12월 27일 | 1915년 3월 12일 (46세) | 베르타 추버와 결혼, 자녀 없음                                                 |
|      | 마르가레테 조피                              | 1870년 5월 13일  | 1902년 8월 24일 (32세) | 뷔르템베르크 공작 알브레히트와 결혼, 슬하 3남 4녀                             |
|      | 마리아 안눈치아타                            | 1876년 7월 13일  | 1961년 4월 8일 (84세)  | 미혼, 자녀 없음                                                               |
|      | 엘리자베트 아말리에                          | 1878년 7월 7일   | 1960년 3월 13일 (81세) | 리히텐슈타인 후자 알로이스와 결혼, 슬하 6남 2녀, 프란츠 요제프 2세의 어머니   |